# John Krasinski
John Burke Krasinski, född 20 oktober 1979 i Boston, Massachusetts, är en amerikansk skådespelare, regissör och manusförfattare.
Krasinski har medverkat i många filmer men är kanske mest känd för sin roll som Jim Halpert i den amerikanska versionen av TV-serien The Office.

## Biografi
Krasinski föddes i Boston i Massachusetts som son till den polsk-amerikanske Ronald Krasinski och den irländsk-amerikanska Mary Clare Doyle. Krasinski har två äldre bröder, Kevin och Paul. Han tog ledigt en termin innan han började college för att lära ut engelska i Costa Rica. Därefter studerade han teater på Brown University, där han även var engagerad i att lära barn spela basket.
Sedan 2010 är han gift med skådespelerskan Emily Blunt. Paret har två döttrar.

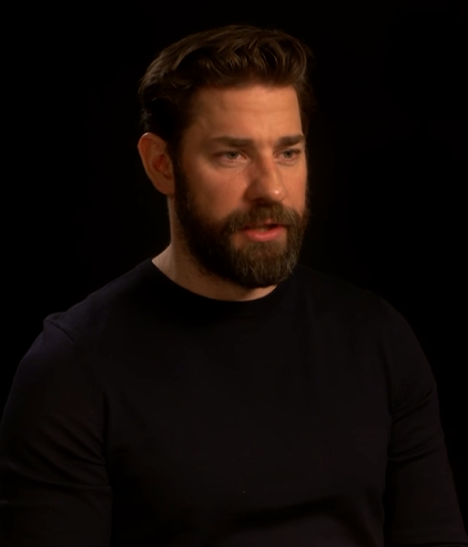
John Krasinski 2018.

## Filmografi

### Filmer
| År   | Titel                                       | Roll                    | Notering                                      |
| ---- | ------------------------------------------- | ----------------------- | --------------------------------------------- |
| 2000 | Tretton dagar                               | Kommunikationssoldat    | Onämnd                                        |
| 2000 | State and Main                              | Domarens assistent      | Onämnd                                        |
| 2002 | Fighting Still Life                         | Tyler                   | Kortfilm                                      |
| 2002 | Alma Mater                                  | Flea club kandidat 1    |                                               |
| 2004 | Kinsey                                      | Ben                     |                                               |
| 2004 | Taxi                                        | Sändebud #3             |                                               |
| 2005 | Duane Hopwood                               | Bob Flynn               |                                               |
| 2005 | Jarhead                                     | Corporal Harrigan       |                                               |
| 2006 | Doogal                                      | Flera röster            |                                               |
| 2006 | A New Wave                                  | Gideon                  |                                               |
| 2006 | For Your Consideration                      | Polis med pappersbricka |                                               |
| 2006 | The Holiday                                 | Ben                     |                                               |
| 2006 | Dreamgirls                                  | Sam Walsh               |                                               |
| 2007 | Smiley Face                                 | Brevin                  |                                               |
| 2007 | Shrek den tredje                            | Sir Lancelot            | Röst                                          |
| 2007 | License to Wed                              | Ben Murphy              |                                               |
| 2008 | Leatherheads                                | Carter Rutherford       |                                               |
| 2009 | Brief Interviews with Hideous Men           | Ryan/Subject #20        | Även manusförfattare, regissör, och producent |
| 2009 | Monsters vs. Aliens                         | Cuthbert                | Röst                                          |
| 2009 | Away We Go                                  | Burt Farlander          |                                               |
| 2009 | It's Complicated                            | Harley                  |                                               |
| 2011 | Something Borrowed                          | Ethan                   |                                               |
| 2011 | Mupparna                                    | Sig själv               | Cameo                                         |
| 2012 | Nobody Walks                                | Peter                   |                                               |
| 2012 | Big Miracle                                 | Adam Carlson            |                                               |
| 2012 | Promised Land                               | Dustin Noble            | Även manusförfattare och producent            |
| 2013 | Monsters University                         | Frank McCay             | Röst                                          |
| 2013 | Det blåser upp en vind                      | Honjo                   | Röst (engelsk dubbning)                       |
| 2014 | The Prophet                                 | Halim                   | Röst                                          |
| 2017 | Detroit                                     | Auerbach                |                                               |
| 2018 | A Quiet Place                               | Lee Abbott              | Även manusförfattare och regissör             |
| 2020 | A Quiet Place Part II                       | Lee Abbott              | Även manusförfattare och regissör             |
| 2022 | Doctor Strange in the Multiverse of Madness | Mr. Fantastic           |                                               |
| 2024 | IF: Låtsaskompisar                          |                         |                                               |

### TV-serier
| År        | Titel                          | Roll           | Notering                           |
| --------- | ------------------------------ | -------------- | ---------------------------------- |
| 2003      | Ed                             | Processervitör | Avsnitt: "Good Advice"             |
| 2004      | Law & Order: Criminal Intent   | Jace Gleesing  | Avsnitt: "Mad Hops"                |
| 2005      | CSI: Crime Scene Investigation | Lyle Davis     | Avsnitt: "Who Shot Sherlock"       |
| 2005–2013 | The Office                     | Jim Halpert    | Huvudroll; 201 avsnitt             |
| 2005      | Brottskod: Försvunnen          | Curtis Horne   | Avsnitt: "The Bogie Man"           |
| 2006      | American Dad!                  | Gilbert        | Röst; avsnitt: "Irregarding Steve" |
| 2013      | Arrested Development           | Spyder Foode   | Avsnitt: "The B. Team"             |
| 2018 -    | Jack Ryan                      | Jack Ryan      | Huvudroll                          |

## Priser och nomineringar
| År   | Pris                      | Kategori                     | Roll                              | Resultat  |
| ---- | ------------------------- | ---------------------------- | --------------------------------- | --------- |
| 2006 | Screen Actors Guild Award | Bästa ensemble i komediserie | The Office                        | Vinst     |
| 2007 | Screen Actors Guild Award | Bästa ensemble i komediserie | The Office                        | Vinst     |
| 2008 | Screen Actors Guild Award | Bästa ensemble i komediserie | The Office                        | Nominerad |
| 2009 | Screen Actors Guild Award | Bästa ensemble i komediserie | The Office                        | Nominerad |
| 2009 | Sundance Film Festival    | Grand Jury Prize: Drama      | Brief Interviews with Hideous Men | Nominerad |